# Dreimärktestraße
Die Dreimärktestraße (auch Dreimärkter Straße oder Dreimärkter-Eisenstraße) verbindet die Orte Gresten, Purgstall an der Erlauf und Scheibbs mit dem Erzberg. Die Straße wurde im 16. Jahrhundert errichtet und entwickelte sich mit dem Aufstieg der Erzverarbeitung zum bedeutenden Handelsweg.
Da der Peutenburger Felsen zwischen Gaming und Scheibbs umgangen werden musste, führte der ursprüngliche Verkehrsweg über den Buchberg durch Reinsberg und weiter nach Scheibbs und Purgstall. Erst mit der Erfindung des Schießpulvers und der Sprengung des Felsens in Peutenburg um 1570 konnte eine kürzere Straßenverbindung errichtet werden, die Dreimärktestraße genannt wurde. Die alte Verbindung verlor damit an Bedeutung. Über die Dreimärktestraße wurde einerseits Roheisen und Provianteisen vom Erzberg herangeschafft, andererseits aber das Gebiet um den Erzberg mit Erzeugnissen für das tägliche Leben versorgt, überwiegend Lebensmittel und Kleidung.
Heute deckt die Erlauftal Straße diese Verkehrsverbindung ab.